# بيت الفرانصي (بني مطر)

تعديل مصدري - تعديل

بيت الفرانصي هي إحدى قرى عزلة بني قيس بمديرية بني مطر التابعة لمحافظة صنعاء، بلغ تعداد سكانها 117 نسمة حسب تعداد اليمن لعام 2004.